# Iwate-præfekturet
Iwate-præfekturet (岩手県 Iwate-ken) er et præfektur i Japan.
Præfekturet ligger i regionen Tōhoku på vestkysten af den nordlige del af øen Honshū. Det har et areal på 15.275 km2
og et befolkningstal på 1.205.698 (2021) indbyggere. Hovedbyen og den største by er Morioka.